# Tyla (альбом)
Tyla — дебютный студийный альбом южноафриканской певицы Tyla, вышедший 22 марта 2024 года на лейблах Fax и Epic Records. Лид-сингл «Water» был выпущен 28 июля 2023 года. Синглы «On and On», «Truth or Dare» и промо-сингл «Butterflies» были представлены 1 декабря 2023 года. «Art» был выпущен в качестве четвёртого сингла вместе с полным альбомом в день его релиза.
«Water» выиграла Премию «Грэмми» в категории «Лучшее исполнение африканской музыки». Делюкс-издание пластинки под названием Tyla + вышло 11 октября 2024 года.
В записи альбома приняли участие Кельвин Момо, Tems, Gunna, Skillibeng, Бекки Джи и Трэвис Скотт. Альбом должен был продвигаться в рамках дебютного концертного тура Тайлы, однако он был отменён из-за травмы, которую Тайла получила перед началом тура.

## История
Говоря о звучании альбома, Тайла описала его как «экспериментальный альбом», представляющийся включающим такие жанровые стили, как амапиано, а также, возможно, объединяющим западный поп, хип-хоп и современный R&B. В октябре 2023 года она рассказала Capital Xtra, что записывала альбом более двух лет и что в первую очередь он будет «popiano», смесью амапиано и поп-жанров. Часть альбома была записана и снята в Портленде на Ямайке.
Во время интервью Elle 10 сентября 2024 года Тайла намекнула на специальное делюксовое издание своего альбома. Под названием Tyla + он был анонсирован через Instagram и выпущен 11 октября 2024 года под названием Tyla +..

## Отзывы
| Совокупная оценка    | Совокупная оценка |
| Источник             | Оценка            |
| -------------------- | ----------------- |
| AnyDecentMusic?      | 7.7/10            |
| Metacritic           | 84/100            |
| Оценки критиков      |                   |
| Источник             | Оценка            |
| African Folder       | 8.2/10            |
| Beats Per Minute     | 75/100            |
| Clash                | 8/10              |
| HipHopDX             | 4/5               |
| i                    | [ 22 ]            |
| The Line of Best Fit | 9/10              |
| The Native           | 7.4/10            |
| NME                  | [ 25 ]            |
| Pitchfork            | 8.0/10            |
| Pulse Nigeria        | 7/10              |
| Rolling Stone        | [ 28 ]            |
| Variety              | 85/100            |

Альбом получил положительные отзывы музыкальных критиков и интернет-изданий. Tyla получил 84 балла из 100 на агрегаторе рецензий Metacritic на основе 10 отзывов критиков, что свидетельствует о «всеобщем признании». Несколько современных музыкальных критиков отметили способность Тайлы соединять различные музыкальные стили, такие как афробит, амапиано, поп и R&B, оставаясь при этом «верной своим корням».
Боми Анифоуз, написавший обзор для African Folder, сказал, что отличительные черты альбома «отражают тщательные усилия, вложенные в его создание». Он отметил, что Тайла «отказалась довольствоваться посредственностью» и что она «вложила своё сердце и энергию» в каждый аспект альбома. Завершая рецензию, Анифоуз сказал: «на альбоме нет ни одной песни, которую можно было бы пропустить», и назвал его «одним из самых новаторских дебютов» африканской поп-звезды. Лукас Мартинс из Beats Per Minute похвалил универсальность альбома, отметив, что он «представляет сдержанные, но готовые для клуба песни», которые создают «идеальную атмосферу». Завершая свою рецензию, Мартинс написал, что аутентичное звучание «искусно сделанной пластинки» позволит Тайле стать звездой. Робин Мюррей, написавший рецензию для Clash, отметил, что Тайла «открывает альбом шквалом ярких моментов» и что «ей удаётся оставаться верной своим корням». Он также сказал, что альбом «вбирает в себя зарождающуюся энергию весны», и назвал его «одним из самых настойчивых проектов 2024».
По мнению Тая Сен-Луи из HipHopDX альбом доказывает, что у Тайлы есть потенциал стать «одной из определяющих жанр звёзд своего поколения», и говорит, что «она выглядит органично». Эд Пауэр из iнаписал, что Тайла остаётся «на переднем крае» в альбоме, где «движение вперёд является повторяющейся метафорой». Амайя Лим, написавшая рецензию для The Line of Best Fit, сказала, что уникальным преимуществом Тайлы является то, что «она обладает всеми атрибутами настоящей поп-звезды». Лим отметила, что амапиано, афробит, поп и R&B «искусно вписаны в каждую песню», в результате чего «альбом получился прежде всего цельным». Лим также сказал, что, несмотря на «небольшой эмоциональный или энергетический динамизм» альбома, он «клубный, танцевальный и заразительный», что привлекает массы. По словам Мии Мадзады из The Native, Тайла «оставалась искренней и подлинной» на протяжении всего альбома и сказала, что «её харизматичная личность сияет». Мадзада заявила, что Тайла «выгравировала свои артистические» амбиции. Кейли Уотсон из New Musical Express сказала, что Тайла доказывает свой статус «самой яркой новой звезды Южной Африки».
Джулианна Эскобедо Шепард из Pitchfork начала свою рецензию, отметив, что в альбоме Тайла «демонстрирует свою верность поп-R&B» и что он «пульсирует сердцебиением барабанов amapiano». Она описывает её певческие способности как «смекалистые» и утверждает, что её «вокальная близость выдаёт её влияние». Уилл Хермес написал в Rolling Stone, что альбом «благополучно держится на своих вибрациях» и что её дебют «показывает, что она готова к вызову», назвав её самым «эффективным послом» для amapiano.

## Награды и номинации
| Организация                | Год  | Категория                 | Результат | Ссылка |
| -------------------------- | ---- | ------------------------- | --------- | ------ |
| Billboard Music Awards     | 2024 | Top R&B Album             | Номинация | [ 30 ] |
| Gold Derby Music Awards    | 2025 | Best R&B Album            | Номинация | [ 31 ] |
| South African Music Awards | 2024 | Album of the Year         | Номинация | [ 32 ] |
| South African Music Awards | 2024 | Best Pop Album            | Победа    | [ 33 ] |
| South African Music Awards | 2024 | Female Artist of the Year | Победа    | [ 33 ] |
| South African Music Awards | 2024 | Newcomer of the Year      | Победа    | [ 33 ] |
| Urban Music Awards         | 2025 | Best Album                | Номинация | [ 34 ] |

### Итоговые годовые списки
В январе 2025 года альбом включён в список лучших альбомов первой четверти XXI века ( The 250 Greatest Albums of the 21st Century So Far).
| Публикация         | Список                              | Ранг | Ссылка |
| ------------------ | ----------------------------------- | ---- | ------ |
| AllMusic           | Best Albums of 2024                 | н/д  | [ 36 ] |
| Billboard          | The 50 Best Albums of 2024          | 13   | [ 37 ] |
| Business Insider   | The best albums of 2024             | 6    | [ 38 ] |
| Consequence        | 30 Best Albums of 2024 (So Far)     | 19   | [ 39 ] |
| Complex            | The 50 Best Albums of 2024          | 37   | [ 40 ] |
| The New York Times | Best Albums of 2024                 | н/д  | [ 41 ] |
| NME                | The best albums of 2024… so far!    | 19   | [ 42 ] |
| NPR                | The 50 Best Albums of 2024          | н/д  | [ 43 ] |
| Resident Advisor   | The Best Records of 2024            | 16   | [ 44 ] |
| Rolling Stone      | The 100 Best Albums of 2024         | 6    | [ 45 ] |
| Sunday World       | The ten best albums of 2024 so far  | 10   | [ 46 ] |
| Uproxx             | The Best Albums Of 2024             | н/д  | [ 47 ] |
| Variety            | The Best 20 Albums of 2024 (So Far) | 19   | [ 48 ] |
| Variety            | The Best Albums of 2024             | 8    | [ 49 ] |
| Vogue              | The Best Albums of 2024 (So Far)    | н/д  | [ 50 ] |

## Коммерческий успех
В США Tyla дебютировал на 24-м месте в чарте Billboard 200, заработав 24 000 единиц, эквивалентных альбому, включая 3 100 чистых продаж, за первую неделю и став самым высоким попаданием в чарт Billboard 200 от африканской женщины-солистки за всю историю чарта.
Альбом получил золотую сертификацию в Бразилии, Новой Зеландии, Канаде и США.

## Список композиций
| №                   | Название                            | Автор(ы)                                                                                                   | Продюсер                                                             | Длительность |
| ------------------- | ----------------------------------- | --- | -------------------------------------------------------------------- | ------------ |
| 1.                  | «Intro» (с Kelvin Momo)             | Tyla Seethal Mbali Kanyisile Makanya Kelvin Momo                                                           | Momo                                                                 | 0:41         |
| 2.                  | «Safer»                             | Seethal Tricky Stewart Ariowa Irosogie Samuel Awuku Corey Marlon Lindsay-Keay Chaniva Francis Imani Lewis  | Sammy Soso [p] Ceebeaats Mocha [v] Believve [v] Ari PenSmith [v]     | 2:39         |
| 3.                  | «Water»                             | Seethal Irosogie Lewis Lindsay-Keay Awuku Stewart Rayan El-Hussein Goufar Olmo Zucca Jackson Paul LoMastro | Soso [p] Rayo Believve [v] Ebenezer Maxwell [v]                      | 3:20         |
| 4.                  | «Truth or Dare»                     | Seethal Irosogie Lindsay-Keay Lewis Jamal Europe Awuku                                                     | Soso [p] Believve [p] Ari PenSmith [v] Mocha [v]                     | 3:10         |
| 5.                  | «No. 1» (при участии Tems)          | Seethal Alexander Lustig Irosogie Europe Joel Mason Tanner Awuku Temilade Openiyi                          | Soso [p] Lustig [p] PenSmith [v] Oscar Cornejo [v] Tems [v] Tyla [v] | 2:27         |
| 6.                  | «Breathe Me»                        | Seethal Irosogie Lindsay-Keay Lewis Europe Goufar Awuku                                                    | Soso [p] Goufar PenSmith [v] Believve [v] Mocha [v]                  | 3:21         |
| 7.                  | «Butterflies»                       | PenSmith Marcus Semaj Nolan Lambroza                                                                       | Sir Nolan                                                            | 2:42         |
| 8.                  | «On and On»                         | Seethal Lindsay-Keay                                                                                       | Believve [p] Maxwell [v]                                             | 2:47         |
| 9.                  | «Jump» (с Gunna и Skillibeng)       | Seethal Irosogie Lindsay-Keay Emwah Warmington Lewis Awuku Sergio Kitchens                                 | Soso [p] PenSmith [v] Believve [v] Mocha [v]                         | 2:27         |
| 10.                 | «Art»                               | Seethal Irosogie Lindsay-Keay Lewis James Mwanza Awuku                                                     | Soso [p] PenSmith [v] Believve [v] Mocha [v] Cornejo [v]             | 2:29         |
| 11.                 | «On My Body» (с Becky G)            | Seethal Amia Brave Irosogie Lindsay-Keay Lewis Rebecca Marie Gomez Richard Isong Awuku                     | P2J Soso [p] PenSmith [v] Believve [v] Mocha [v] Cornejo [v]         | 2:38         |
| 12.                 | «Priorities»                        | Seethal Irosogie Lindsay-Keay Gaetan Judd Lewis Awuku                                                      | Soso [p] PenSmith [v] Believve [v] Mocha [v] Cornejo [v]             | 3:15         |
| 13.                 | «To Last»                           | Seethal Christer Kobedi Luyanda Ngcatsha Ndumiso Manana                                                    | Christer LuuDadeejay Manana Maxwell [v] Cornejo [v]                  | 2:56         |
| 14.                 | «Water» (ремикс с Трэвисом Скоттом) | Seethal Irosogie Lewis Lindsay-Keay Трэвис Скотт Douglas Ford Lewis LoMastro Zucca Goufar Awuku Stewart    | Soso                                                                 | 3:20         |
| Общая длительность: | Общая длительность:                 | Общая длительность:                                                                                        | Общая длительность:                                                  | 38:12        |

| №                   | Название                        | Автор(ы)                                                                | Продюсеры           | Длительность |
| ------------------- | ------------------------------- | ----------------------------------------------------------------------- | ------------------- | ------------ |
| 15.                 | «Water» (remix with Marshmello) | Seethal Irosogie Lewis Lindsay-Keay Awuku Goufar Zucca Lomastro Stewart | Marshmello          | 3:11         |
| Общая длительность: | Общая длительность:             | Общая длительность:                                                     | Общая длительность: | 41:40        |

| №                   | Название                                                 | Автор(ы)                                                                              | Продюсеры                                                                | Длительность |
| ------------------- | -------------------------------------------------------- | ------------------------------------------------------------------------------------- | ------------------------------------------------------------------------ | ------------ |
| 1.                  | «Shake Ah» (с Tony Duardo, Optimist и Maestro Fresh Wes) | Tyla Seethal                                                                          | Tony Duardo                                                              | 5:49         |
| 2.                  | «Push 2 Start»                                           | Ariowa Irosogie Mocha Believve Sjo Tyla Seethal Imani Lewis Corey Marlon Lindsay-Keay | Rayo Mocha Ari PenSmith Believve [v] Sammy SoSo [v] Ebenezer Maxwell [v] | 2:36         |
| 3.                  | «Back to You»                                            | Seethal                                                                               |                                                                          | 2:35         |
| Общая длительность: | Общая длительность:                                      | Общая длительность:                                                                   | Общая длительность:                                                      | 49:15        |

Замечания
- ↑  основной и вокальный продюсер.
- ↑  продюсер по вокалу.

## Чарты

### Еженедельные чарты
| Чарт (2024)                              | Высшая позиция |
| ---------------------------------------- | -------------- |
| Австралия (ARIA)                         | 62             |
| Австралия (Hip Hop/R&B Albums, ARIA)     | 16             |
| Австрия (Ö3 Austria)                     | 48             |
| Бельгия/Фландрия (Ultratop)              | 49             |
| Бельгия/Валлония (Ultratop)              | 44             |
| Канада (Canadian Albums, Billboard)      | 26             |
| Франция (SNEP)                           | 31             |
| Нидерланды (Album Top 100)               | 11             |
| Германия (Offizielle Top 100)            | 86             |
| Ирландия (IRMA)                          | 59             |
| Япония (Digital Albums, Oricon)          | 36             |
| Япония Download Albums (Billboard Japan) | 26             |
| Литва Albums (AGATA)                     | 37             |
| Новая Зеландия Albums (RMNZ)             | 16             |
| Норвегия (VG-lista)                      | 19             |
| Шотландия (Scottish Albums Chart)        | 72             |
| Швеция Albums (Sverigetopplistan)        | 57             |
| Швейцария (Schweizer Hitparade)          | 12             |
| Великобритания (UK Albums Chart)         | 19             |
| Великобритания (UK R&B Albums Chart)     | 1              |
| США Billboard 200                        | 24             |
| США Top R&B/Hip-Hop Albums (Billboard)   | 8              |
| США World Albums (Billboard)             | 1              |

## Сертификации
| Регион | Сертификация | Продажи |
| --- | ------------ | ------- |
| Бразилия (ABPD) | Платиновый   | 40 000  |
| Канада (Music Canada) | Золотой      | 40 000  |
| Новая Зеландия (RMNZ) | Золотой      | 7500    |
| Филиппины (PARI) | Платиновый   | 15 000* |
| ЮАР (RISA) | Золотой      | 25 000  |
| Великобритания (BPI) | Серебряный   | 60 000  |
| США (RIAA) | Золотой      | 500 000 |
| * Данные о продажах приведены только на основе сертификации. · Данные о продажах + прослушиваниях приведены только на основе сертификации. |              |         |

## История релиза
| Регион         | Дата            | Формат                                             | Издание          | Лейбл                   | Ссылка |
| -------------- | --------------- | -------------------------------------------------- | ---------------- | ----------------------- | ------ |
| Мир            | 1 декабря 2023  | Цифровые загрузки стриминг                         | Мини-альбом      | FAX Epic                | [ 88 ] |
| Мир            | 22 марта 2024   | Цифровые загрузки стриминг винил                   | Стандартное      | FAX Epic                | [ 89 ] |
| Великобритания | 22 марта 2024   | Цифровые загрузки стриминг винил                   | Стандартное      | Since '93 RCA           | [ 90 ] |
| ЮАР            | 22 марта 2024   | Цифровые загрузки стриминг винил                   | Стандартное      | Sony Music South Africa | [ 91 ] |
| США            | 22 марта 2024   | CD ( Target exclusive) vinyl LP (Target exclusive) | Стандартное      | Epic                    | [ 92 ] |
| Япония         | 7 августа 2024  | CD                                                 | Japanese edition | Sony Music Japan        | [ 58 ] |
| Мир            | 11 октября 2024 | Цифровые загрузки стриминг                         | Делюксовое       | FAX Epic                | [ 15 ] |

### Комментарии
1. ↑  Продюсеры Sammy SoSo, Believve, Rayan El-Hussein Goufar, Alex Lustig, Sir Nolan, P2J, Manana, Christer, LuuDadeejay и Kelvin Momo.
2. ↑  Thania Garcia's Top 10.